# Jaroslav Zahradník (animátor)
Jaroslav Zahradník (27. prosince 1938 Plzeň – 13. května 1973 Praha) byl český animátor a tvůrce amatérských animovaných filmů.

## Biografie
Po vystudování Střední průmyslové školy v Bechyni nastoupil do rakovnické Šamotky (RKZ). Zpočátku pracoval v pozici mistra v dílně na výrobu obkládaček a později jako laborant. Přitom se stále věnuje umělecké i užitkové keramice.
V roce 1962 pak doma zkouší animovaný film jako prostředek k oživení materiálu. Nejprve se pokoušel animovat figurky vyrobené z červené hlíny. Tak vznikl jeho první amatérský film Hlíňák, za který získal v roce 1969 hlavní cenu na Mezinárodním amatérském festivalu UNICA v Lucemburku a v roce 1970 zlatou plaketu ve Vincennes u Paříže.
Figurky z červené hlíny však při svícení scény schnuly a praskaly. Začal tedy jako materiál využívat šedou pryžovou gumu, jejímž problémem byla naopak nízká tvárnost. Nakonec našel jako ideální materiál modurit, který probarvil olejovými barvami. Ten použil pro tvorbu postav i scén v humorných rodinných filmech Špacír a Na špagátě.
Po úspěších na festivalech amatérského filmu pracoval od roku 1970 ve Studiu loutkového filmu Jiřího Trnky jako animátor Ladova Kocoura Mikeše.
V roce 1971 dostal nabídku od dramaturga Jana Poše natočit vítězný film Hlíňák profesionalně a v roce 1972 pak filmy Špacír a Na Špagátě.
Pro další film U hrnčíře měl v roce 1973 připravený scénář. Po tragické smrti byl film podle navržených loutek natočen režisérem Ludvíkem Kadlečkem ve Studiu KF v Gottwaldově.

## Filmografie
- Hlíňák (1969)
- Špacír (1972)
- Na Špagátě (1973)
- U hrnčíře (1976)